# Thomas Walter
Thomas Walter (Hampshire, Grã-Bretanha, 1740 — Condado de Berkeley, Carolina do Sul, 17 de janeiro de 1789) foi um botânico estadunidense de origem britânica.